# (12012) Kitahiroshima
(12012) Kitahiroshima ist ein Asteroid des Hauptgürtels, der am 7. November 1996 von den japanischen Astronomen Kin Endate und Kazurō Watanabe am Kitami-Observatorium (IAU-Code 400) in Kitami, Unterpräfektur Okhotsk in Hokkaidō entdeckt wurde.
Der Asteroid wurde am 10. September 2003 nach der japanischen Stadt Kitahiroshima östlich von Sapporo auf der Insel Hokkaidō benannt.